# Villa Marceau
La villa Marceau est une voie du 19e arrondissement de Paris, en France.

## Situation et accès
La villa Marceau est une voie publique située dans le 19e arrondissement de Paris. Elle débute au 28, rue du Général-Brunet et se termine au 3, rue de la Liberté.

## Origine du nom
Elle porte le nom du général de la Révolution, François Séverin Marceau (1769-1796).

## Historique
Cette voie est ouverte sous sa dénomination actuelle en 1892 et est classée dans la voirie parisienne par un arrêté municipal du 8 janvier 1991.